# Wojskowy komendant uzupełnień

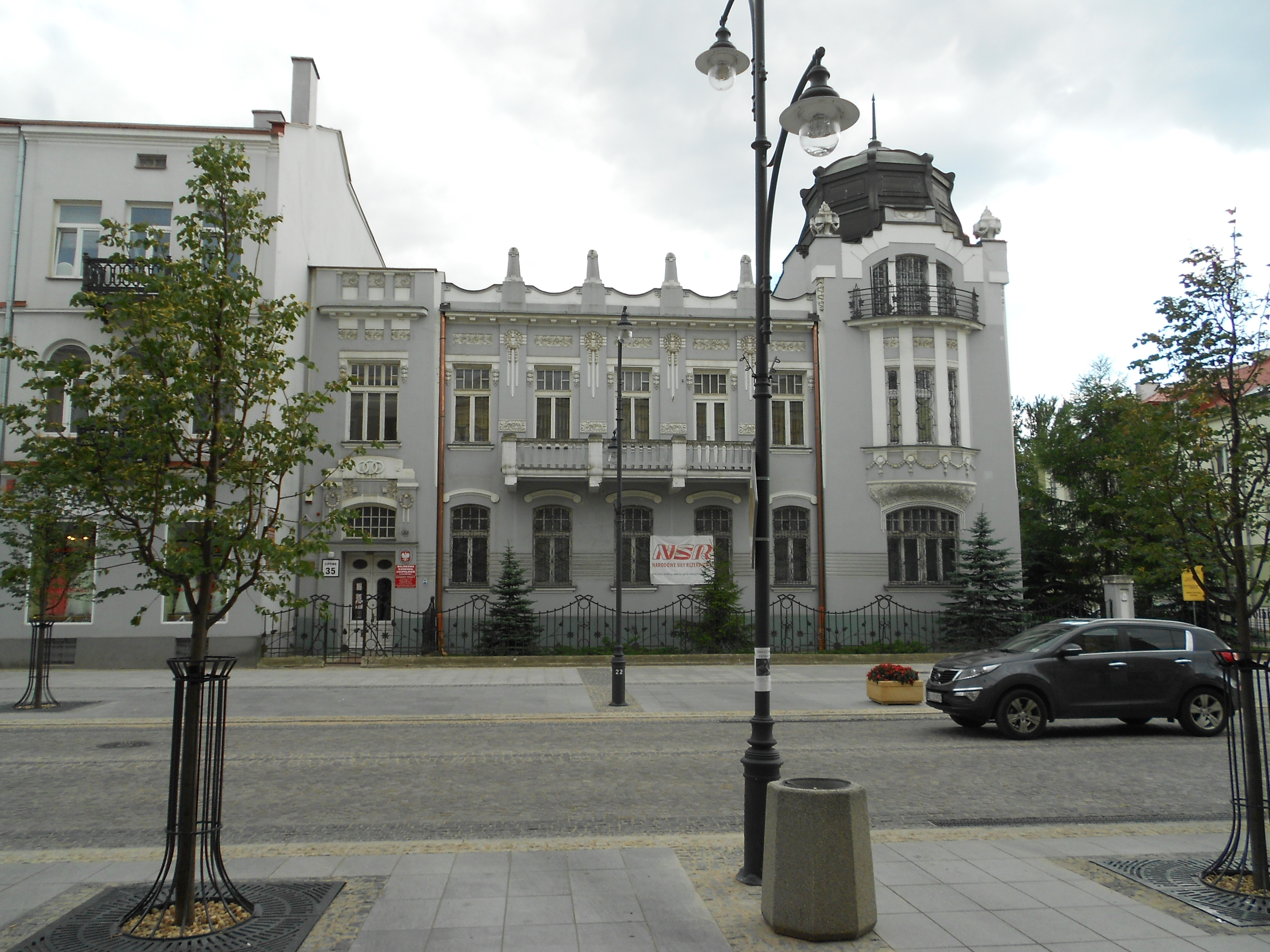
Budynek WKU w Białymstoku w Pałacu Nowika

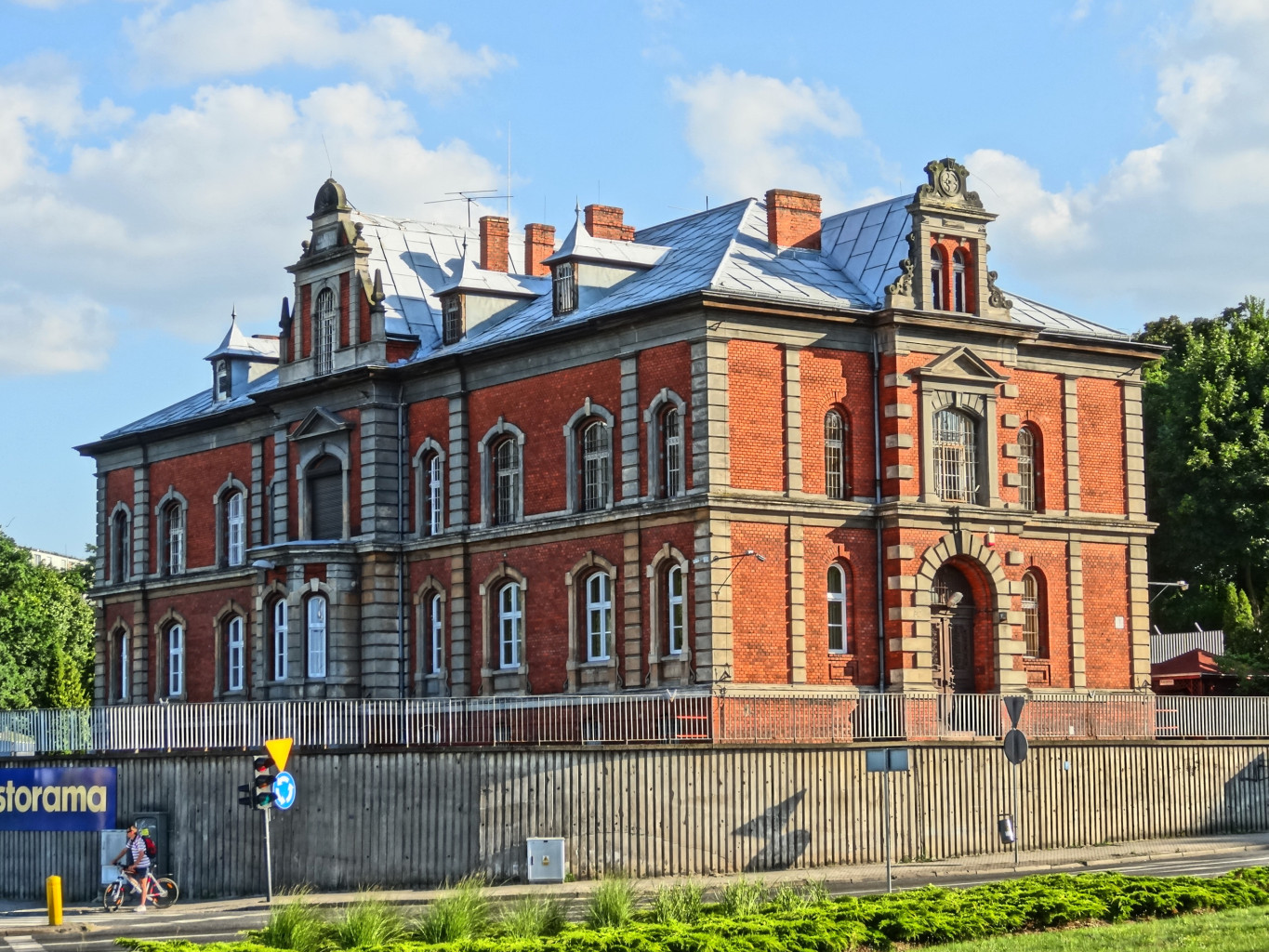
Wojskowa Komenda Uzupełnień w Bydgoszczy, ul. Szubińska 1 (1884)

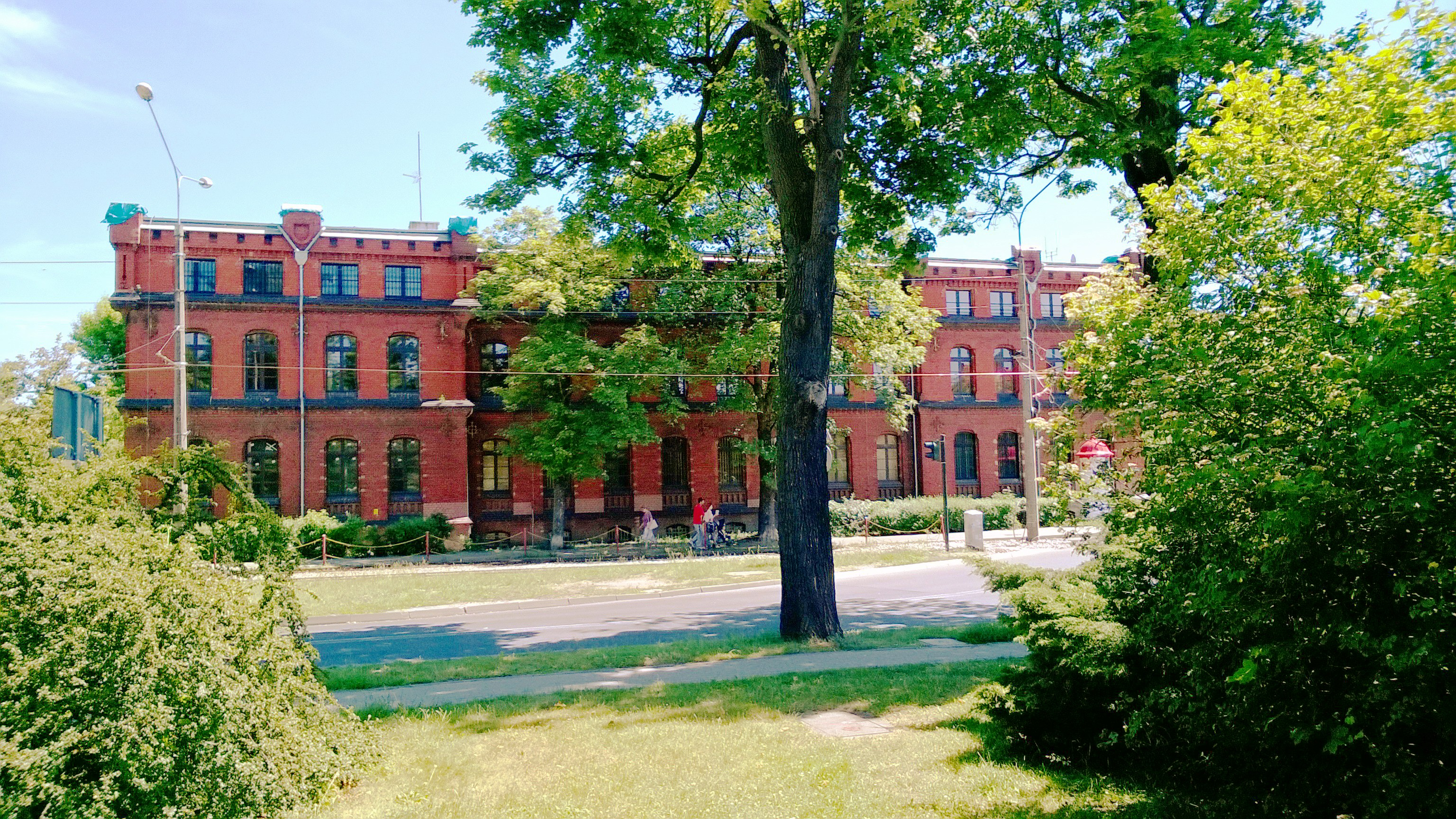
Siedziba WKU w Toruniu

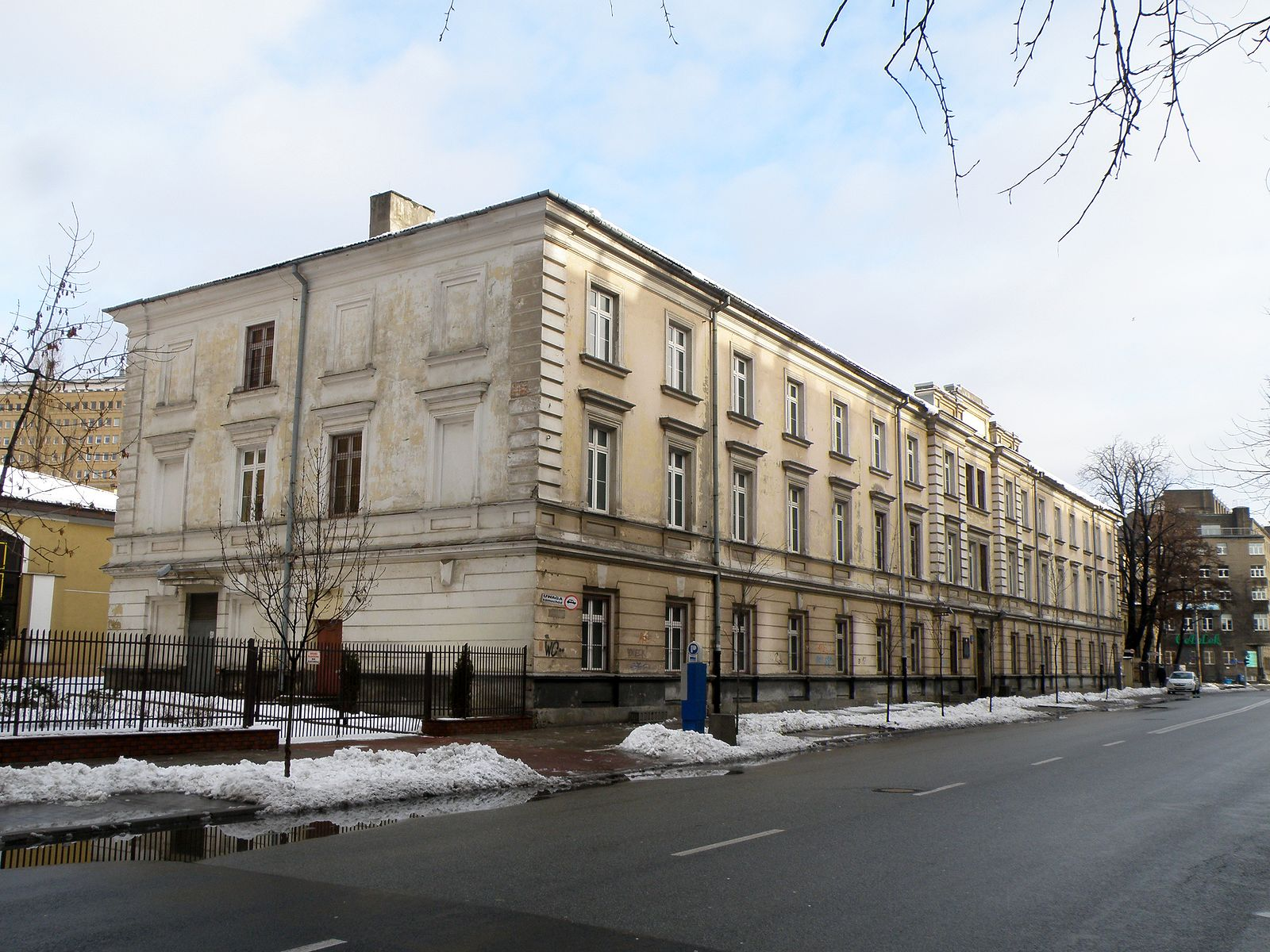
Dawny budynek WKU dla dzielnic Śródmieście i Wola w Warszawie, ul. Koszykowa 82

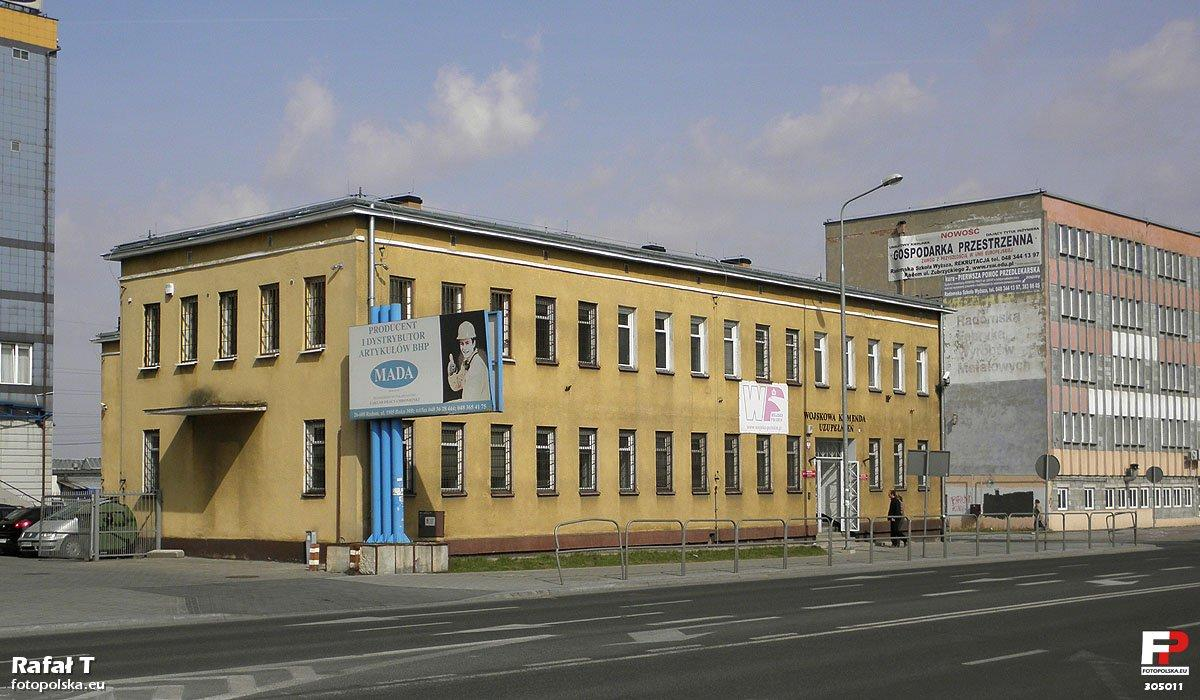
Siedziba WKU w Radomiu

Wojskowy komendant uzupełnień (WKU) – dawny terenowy organ wykonawczy niezespolonej administracji rządowej zajmujący się administracją rezerw osobowych. Był organem pierwszej instancji w strukturze administracji wojskowej w Polsce. Swoje zadania wykonywał przy pomocy wojskowej komendy uzupełnień. Pełnił rolę organu wykonawczego Ministra Obrony Narodowej i odpowiadał za realizowanie problematyki obronnej i administracji wojskowej administrowanego terenu. Był bezpośrednio podporządkowany szefowi wojewódzkiego sztabu wojskowego.

## Historia
Terenowe organy administracji wojskowej w końcowym okresie wojny
Rozkazem szefa Głównego Sztabu Formowania nr 20 z 25 lipca 1944, sformowano 3 powiatowe komendy uzupełnień 6 komisji poborowych oraz punkt rozdzielczy.Obsady personalne tych elementów zostały przygotowane jeszcze w Żytomierzu i na początku sierpnia 1944 roku wraz z Głównym Sztabem Formowania Armii Polskiej w ZSRR przybyły do Lublina. Kierownictwo Sztabu i wywodzący się stąd oficerowie mieli już duże doświadczenie, gdyż formowali jednostki polskie na terenie Związku Radzieckiego.
W czerwcu 1944 roku Główny Sztab Formowania Armii Polskiej w ZSRR opracował i wydał etaty oraz instrukcje o celach, zadaniach i strukturze organizacyjnej tymczasowych ogniw terenowego aparatu mobilizacji i uzupełnień (ludowego) Wojska Polskiego, powiatowych komend uzupełnień wojskowych, komisji ewidencyjno-poborowych i komend etapowych. Widoczne są w tych projektach podobieństwa i sięganie po wzorce funkcjonujące w polskim wojsku w okresie międzywojennym.
Rozkazem Naczelnego Dowództwa WP nr 3 z 8 sierpnia 1944 Główny Sztab Formowania został rozwiązany. Uległa też częściowej zmianie koncepcja terenowego aparatu mobilizacji i uzupełnień. Dekret PKWN z 15 sierpnia 1944 roku o częściowej mobilizacji i rejestracji do służby wojskowej stanowił:

Mobilizację i rejestrację powołanych do służby wojskowej oraz rejestrację obywateli [...] przeprowadzają Rejonowi Komendanci Uzupełnień przez Tymczasowe Wojskowe Komisje Poborowe i Rejestracyjne, które po zmobilizowaniu wojskowych i urzędników R K U – przekształcą się w Rejonowe Komendy Uzupełnień.

Właściwy proces formowania komend uzupełnień w końcowym okresie wojny rozpoczął się od połowy sierpnia 1944 i trwał do połowy września 1945. Do stycznia 1945 utworzony został aparat wykonawczy do celów ewidencyjno-mobilizacyjnych i poborowych. Powstało 17 rejonowych komend uzupełnień: 10 RKU I klasy i 7 RKU II klasy. 6 RKU rozmieszczono na terenie województwa lubelskiego, po 4 RKU w województwach krakowskim i warszawskim oraz 3 RKU w białostockim. Były to między innymi komendy: Lubelska nr 1, Lubelska nr 2, Siedlecka, Chełmska, Kraśnik, Zamojska, Białostocka, Bielska, Augustowska, Rzeszowska, Przemyska, Jarosławska, Tarnobrzeska, Sokołowska, Garwolińska, Warszawska, Ostrów-Mazowiecka.
Rozkazem Naczelnego Dowódcy WP nr 007 z 18 sierpnia 1944 w składzie każdej rejonowej komendy uzupełnień sformowano trzy komisje poborowe. Kierowały one poborowych na punkty zborne RKU, których głównym zadaniem było: przyjęcie wcielanego żołnierza, sporządzenie odpowiednich dokumentów i skierowanie go do jednostki wojskowej lub do punktu przesyłowego.
Kolejny rozkaz NDWP nr 009 z 19 sierpnia 1944 nakazywał zorganizowanie komisji rejestracyjnych, które na wyzwolonych terenach Polski miały przystąpić do rejestracji ludności w celach mobilizacyjnych.
Etaty oficerskie, a przede wszystkim komendantów i kierowników referatów, obsadzano w miarę możliwości oficerami służby poborowej wywodzącymi się z armii przedwrześniowej. Etaty uzupełniano ludźmi niebędącymi fachowcami w sprawach poboru, ale oddanymi „władzy ludowej” i wyznaczano ich na stanowiska zastępcy komendantów RKU do spraw polityczno-wychowawczych.
W drugim etapie do maja 1945, na podstawie rozkazu Naczelnego Dowództwa nr 10/Org. z 20 stycznia 1945, sformowano kolejne RKU w województwach: warszawskim, kieleckim, pomorskim, krakowskim, łódzkim, śląskim i poznańskim. Wkrótce siecią RKU został objęty cały obszar Polski sięgający po granicę polsko–niemiecką sprzed 1939. W połowie 1945 sieć terenowych organów administracji wojskowej liczyła już 58 komend.
W trzecim etapie do wrzesień 1945 powstała sieć rejonowych komend uzupełnień na terenach „Ziem Odzyskanych”. 17 września 1945 weszło bowiem w życie rozporządzenie ministrów obrony narodowej i administracji publicznej regulujące zasięg terytorialny rejonowych komend uzupełnień w Polsce. Dotychczasowe komendy zostały zniesione, a na ich miejsce utworzono nową sieć administracji wojskowej liczącą 122 rejonowe komendy uzupełnień. I kategoria komend liczyła 30–34 osoby, kategoria II – 22 do 28 osób, kategoria III – 19-22, a kategoria IV – 16-18 osób.

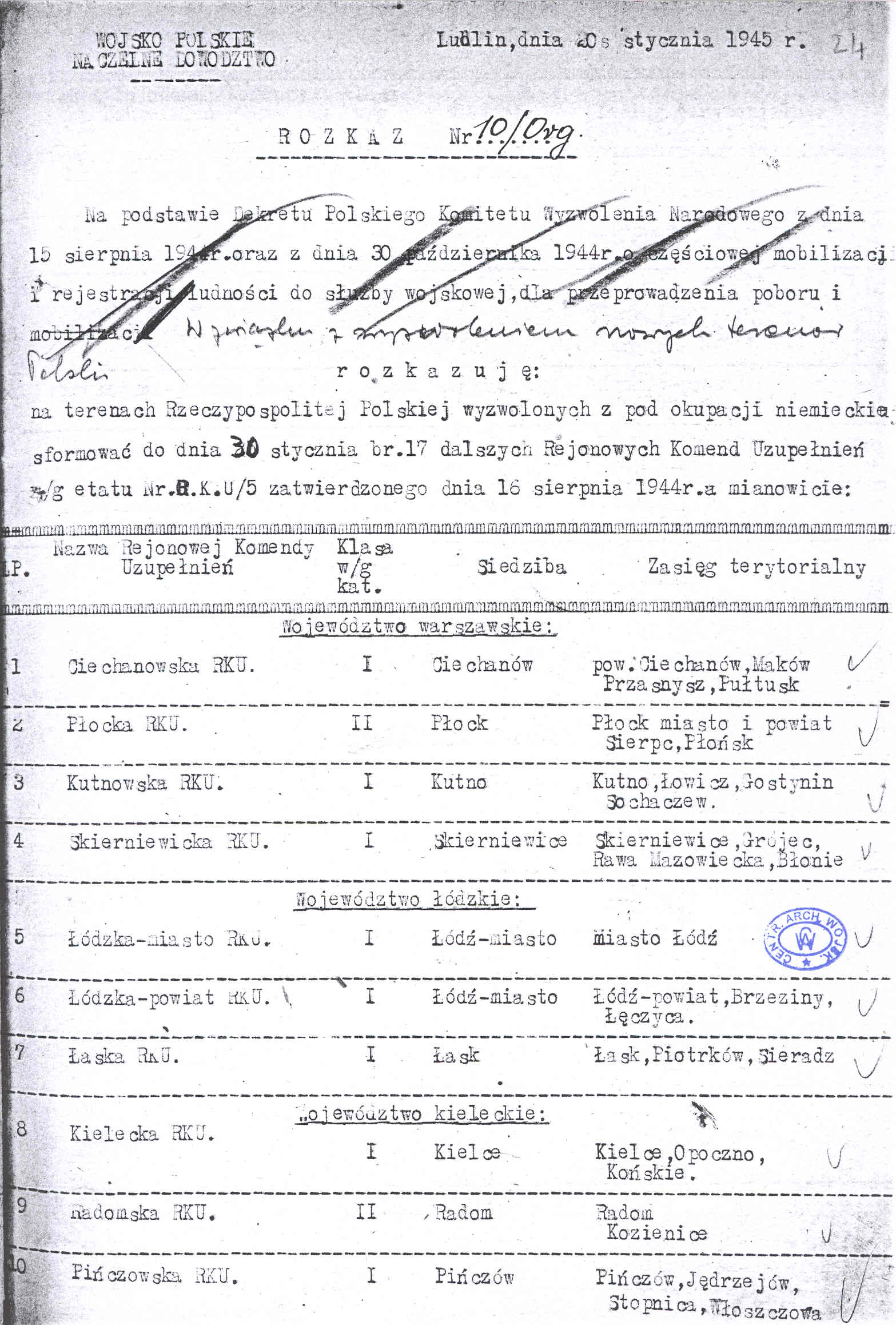
Rozkaz Nr 10/Org. (strona 1.)
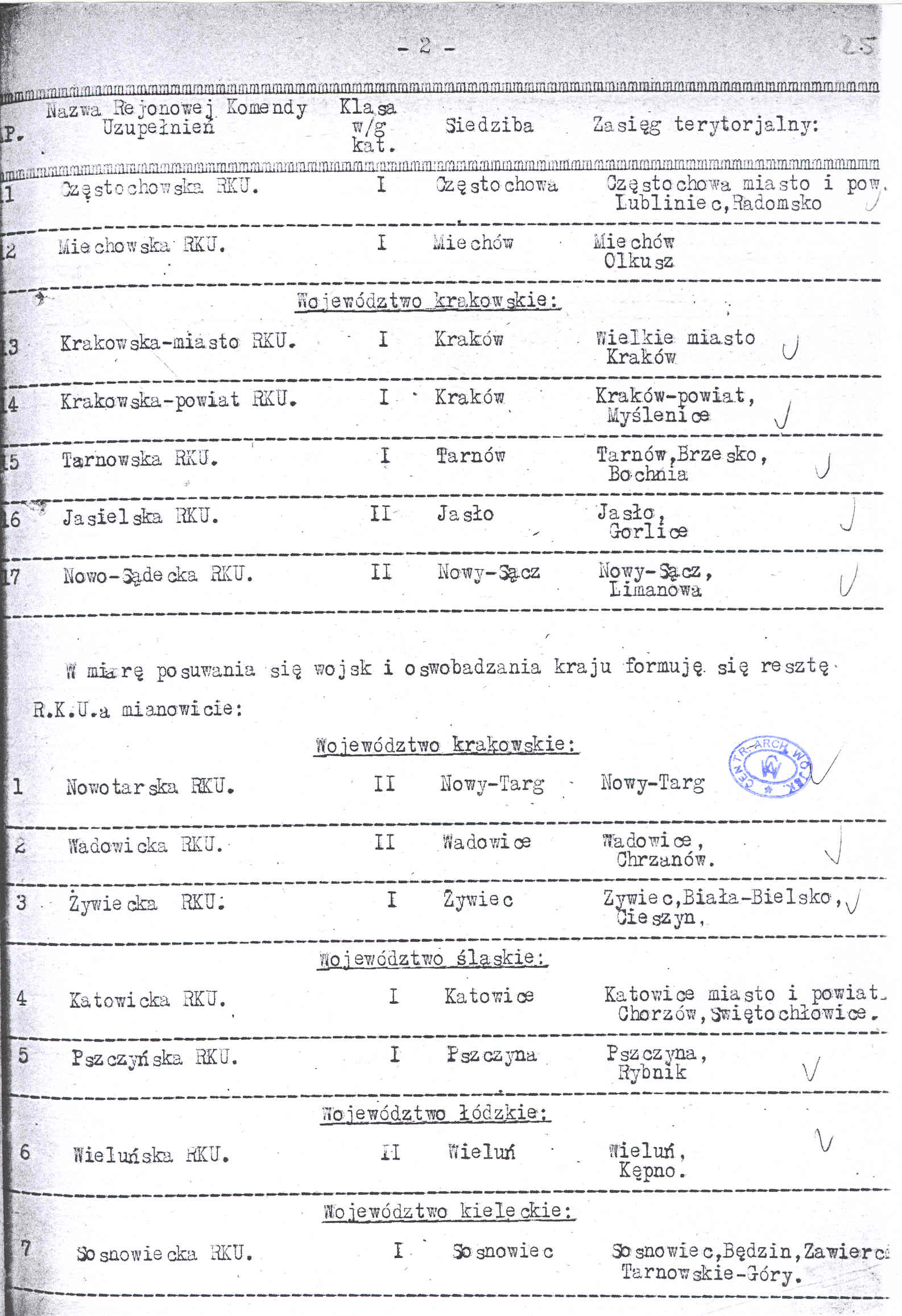
Rozkaz Nr 10/Org. (strona 2.)
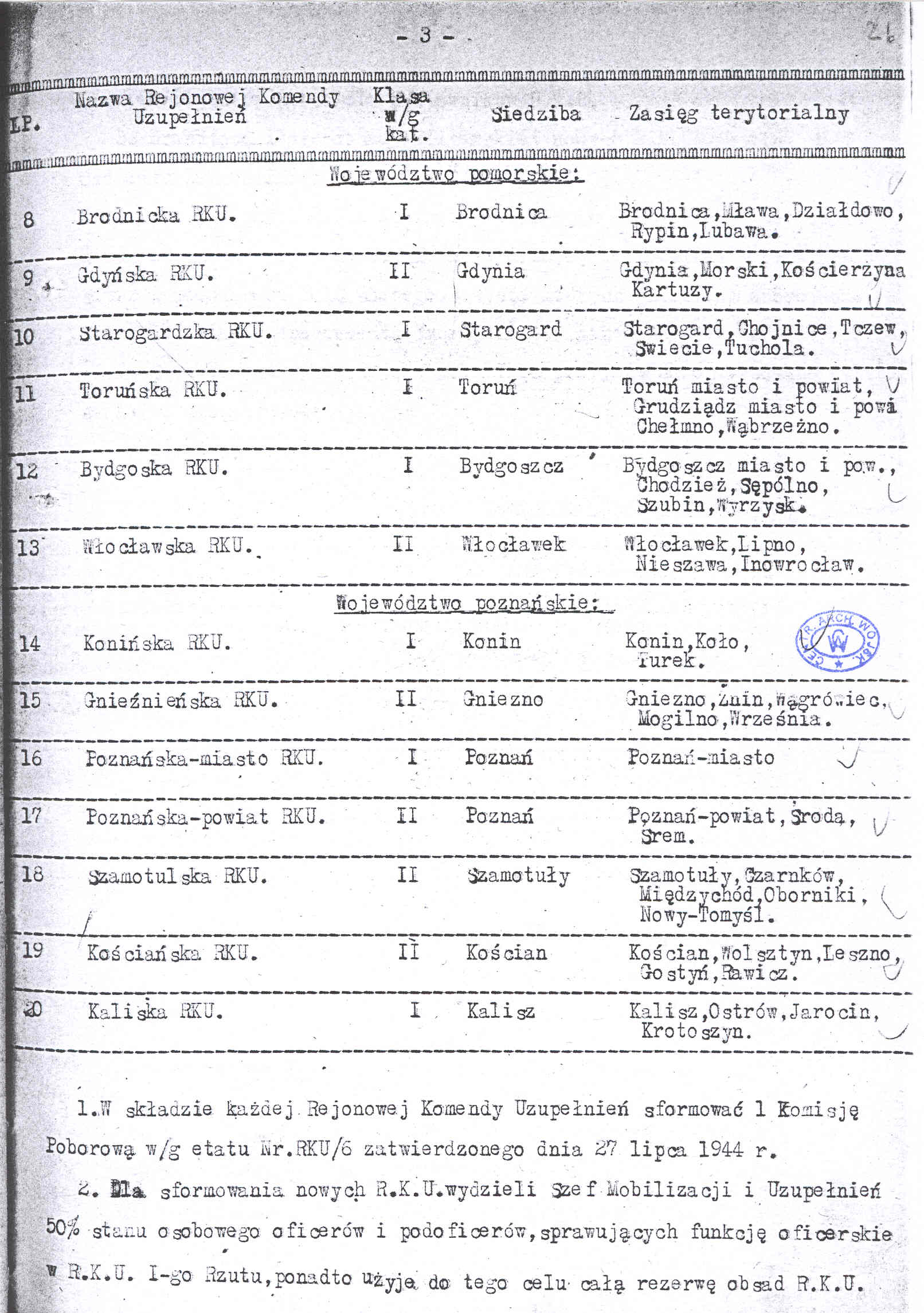
Rozkaz Nr 10/Org. (strona 3.)
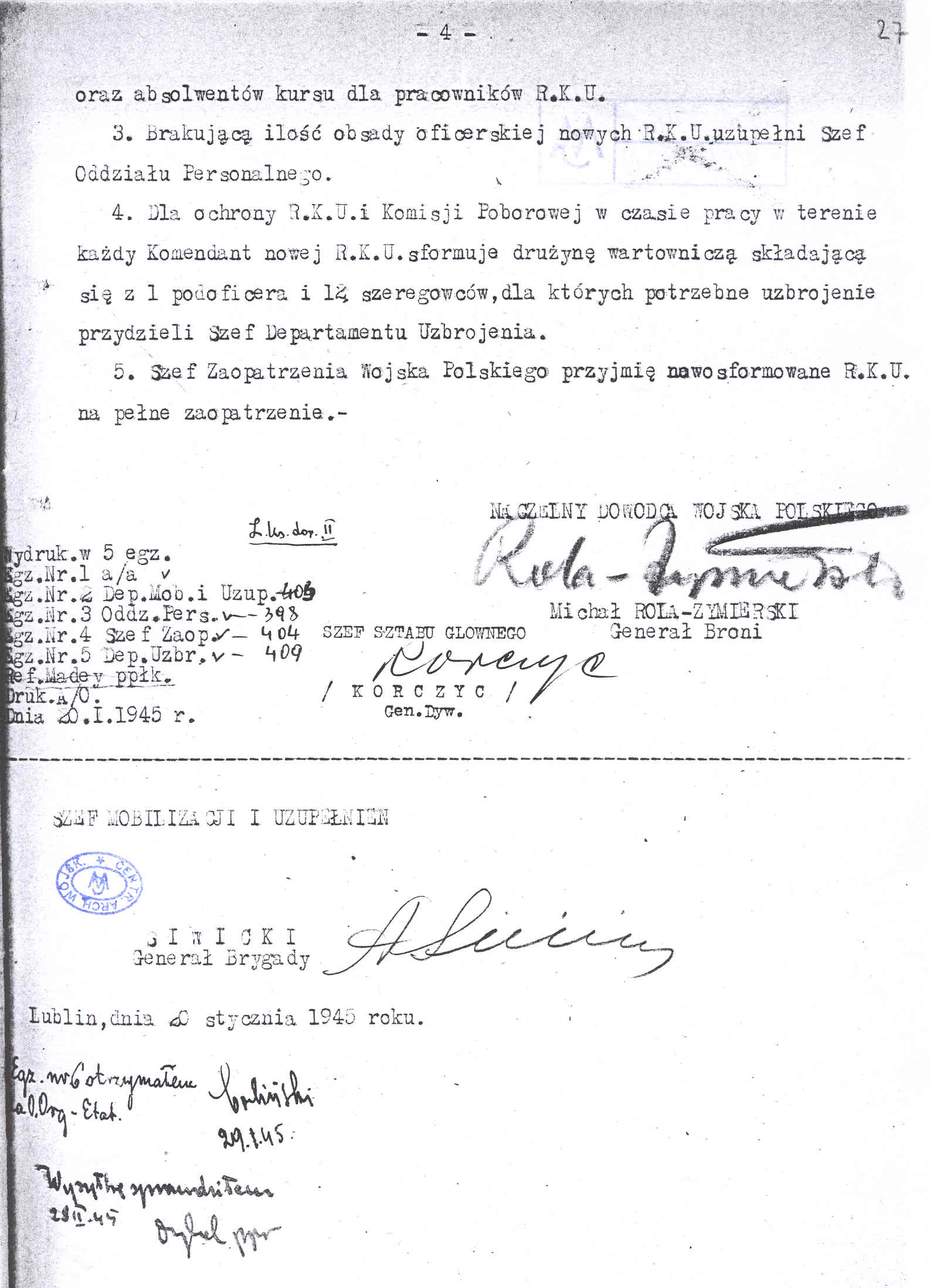
Rozkaz Nr 10/Org. (strona 4.)

W 1948 na terenie Polski funkcjonowały 130 rejonowe komendy uzupełnień.
Wojskowe komendy rejonowe
Ustawą z 4 lutego 1950 o powszechnym obowiązku wojskowym zmieniono nazwę Rejonowe Komendy Uzupełnień na Wojskowe Komendy Rejonowe (WKR). Pod koniec 1959 w Wojsku Polskim funkcjonowało 206 wojskowych komend rejonowych.
Powiatowe i miejskie sztaby wojskowe
W połowie lat 60. XX wieku powołano powiatowe (SzW) i miejskie MSzW) sztaby wojskowe. Przez pewien okres funkcjonowały zarówno PSzW jak i wojskowe komendy rejonowe. Te ostatnie weszły w skład nowo powstałych PSzW i MSzW.
W końcu 1965 w Polsce funkcjonowały 202 powiatowe sztaby wojskowe, a w 1968 było ich 305.
Wojskowe komendy uzupełnień
W 1975 rozformowano powiatowe i miejskie sztaby wojskowe, a w ich miejsce utworzono wojskowe komendy uzupełnień.
W 2004 zreorganizowano wojskowe komendy uzupełnień.
W 2007 wojewódzkie sztaby wojskowe wraz z podległymi sobie wojskowymi komendami uzupełnień  wyszły z podporzadkowania  Sztabu Generalnego WP i zostały przekazane Inspektoratowi Wsparcia SZ. W wyniku przeprowadzonych zmian w systemie dowodzenia i kierowania sił zbrojnych, decyzją MON nr 426/MON z 29 października 2014, organa TOAW powróciły ponownie do struktury Sztabu Generalnego WP.
23 kwietnia 2022 weszła w życie ustawa z dnia 11 marca 2022 r. o obronie Ojczyzny, która zgodnie z art. 777 zniosła szefów wojewódzkich sztabów wojskowych i wojskowych komendantów uzupełnień, natomiast wojewódzkie sztaby wojskowe przekształciła w Centralne Wojskowe Centrum Rekrutacji, a wojskowe komendy uzupełnień w wojskowe centra rekrutacji.

## Zadania wojskowych komendantów uzupełnień
Podstawowe zadania:
1) zapewnienie mobilizacyjnego rozwinięcia jednostek wojskowych, poprzez:.
- kierowanie przygotowaniem wojskowej komendy uzupełnień do wykonywania czynności związanych z osiąganiem wyższych stanów gotowości bojowej i zabezpieczeniem mobilizacyjnego rozwinięcia jednostek wojskowych,
- planowanie i organizowanie mobilizacyjnego uzupełniania jednostek wojskowych środkami transportowymi i maszynami pobieranymi z gospodarki narodowej;

2) administrowanie rezerwami osobowymi, w tym:
- uczestniczenie w przygotowaniu i przeprowadzeniu kwalifikacji wojskowej oraz planowanie przedsięwzięć związanych z organizacją i przeprowadzeniem kwalifikacji wojskowej w razie ogłoszenia mobilizacji i w czasie wojny,
- nadawanie przeznaczeń osobom uznanym za zdolne do czynnej służby wojskowej,
- kierowanie osób i żołnierzy rezerwy do powiatowych komisji lekarskich albo wojskowych komisji lekarskich oraz do wojskowych pracowni psychologicznych w celu określenia zdolności do czynnej służby wojskowej,
- wzywanie osób w sprawach powszechnego obowiązku obrony, a także powoływanie do czynnej służby wojskowej albo służby lub szkolenia w obronie cywilnej,
- przeprowadzanie zaciągu ochotniczego w razie ogłoszenia mobilizacji i w czasie wojny,
- orzekanie o udzieleniu odroczenia osobie podlegającej obowiązkowi odbycia zasadniczej służby wojskowej (przeszkolenia wojskowego),
- przenoszenie do rezerwy osób stawiających się do kwalifikacji wojskowej,
- nadawanie przydziałów mobilizacyjnych, przydziałów kryzysowych, pracowniczych przydziałów mobilizacyjnych oraz przydziałów organizacyjno-mobilizacyjnych,
- reklamowanie od obowiązku czynnej służby wojskowej w razie ogłoszenia mobilizacji i w czasie wojny,
- gromadzenie zasobów wyszkolonych rezerw osobowych na potrzeby uzupełnieniowe Sił Zbrojnych,
- sporządzanie analiz stanu zasobów rezerw osobowych,
- prowadzenie ewidencji osób podlegających obowiązkowi służby wojskowej,
- udzielanie zezwoleń na wyjazd i pobyt za granicą, o których mowa w art. 53 ustawy z dnia 21 listopada 1967 r. o powszechnym obowiązku obrony Rzeczypospolitej Polskiej;
- współpraca z kierownikami jednostek przewidzianych do militaryzacji (jednostek zmilitaryzowanych) w zakresie uzgadniania możliwości nadawania przydziałów organizacyjno-mobilizacyjnych do tych jednostek żołnierzom rezerwy;

3) wykonywanie świadczeń na rzecz obrony poprzez:
- prowadzenie ewidencji przedmiotów świadczeń rzeczowych z uwzględnieniem aktualnych danych,
- administrowanie zasobami przedmiotów świadczeń rzeczowych znajdujących się w ewidencji wojskowej komendy uzupełnień, jak również prawidłowe ich wykorzystanie na potrzeby mobilizacyjnego uzupełnienia,
- organizowanie przy współudziale organów administracji publicznej kontroli stanu technicznego środków transportowych i maszyn u posiadaczy wydzielających je do jednostek wojskowych,
- organizowanie wykorzystania zasobów paliw płynnych utrzymywanych w stacjach paliwowych do pojazdów przekazywanych z gospodarki narodowej;

4) współpraca z innymi organami i podmiotami w sprawach związanych z obronnością państwa, w tym:
- utrzymywanie współpracy z terenowymi organami administracji rządowej, samorządu terytorialnego oraz innymi organami i instytucjami państwowymi, a także przedsiębiorcami i innymi jednostkami organizacyjnymi oraz stowarzyszeniami społecznymi bezpośrednio związanymi z obronnością państwa,
- współdziałanie z właściwymi organami samorządu terytorialnego w sprawach dotyczących przygotowania i przeprowadzenia kwalifikacji wojskowej na obszarze działania wojskowej komendy uzupełnień,
- sporządzanie i przekazywanie w razie potrzeby wójtom lub burmistrzom (prezydentom miast) imiennych wykazów osób podlegających kwalifikacji wojskowej, które należy wezwać przed powiatową komisję lekarską,
- utrzymywanie ścisłej współpracy z odpowiednimi organami Policji, Straży Granicznej, Służby Ochrony Państwa, w zakresie kierowania osób podlegających odbyciu zasadniczej służby wojskowej do odbycia służby w formacjach uzbrojonych niewchodzących w skład Sił Zbrojnych.

5) udział w rekrutacji i naborze ochotników do czynnej służby wojskowej, w tym do zawodowej służby wojskowej i służby kandydackiej;
6) udział w realizacji zadań z zakresu zarządzania kryzysowego w ramach terytorialnego zasięgu działania wojskowych komend uzupełnień przez:
- uczestniczenie, w razie potrzeby, w pracach zespołów zarządzania kryzysowego samorządu terytorialnego na szczeblu powiatu (miasta na prawach powiatu) i gminy na administrowanym terenie,
- przedstawianie szefowi wojewódzkiego sztabu wojskowego wniosków i materiałów do prowadzonej przez wojewodę analizy zagrożeń w poszczególnych powiatach oraz zaleceń wojewody do powiatowych planów zarządzania kryzysowego;

7) promocja obronności i służby wojskowej przez:
- współpracę ze szkołami i uczelniami w zakresie promowania ochotniczych form służby wojskowej we współdziałaniu z dowódcami jednostek wojskowych na administrowanym terenie,
- organizowanie akcji i wystąpień promujących służbę wojskową w lokalnych mediach oraz w ramach uroczystości i imprez rozrywkowych realizowanych na administrowanym terenie,
- współpracę z powiatowymi urzędami pracy.

## Lista wojskowych komend uzupełnień w Polsce
Stan na dzień 19-06-2011

1. Będzin
2. Biała Podlaska
3. Białystok
4. Bielsk Podlaski
5. Bielsko-Biała
6. Bolesławiec
7. Brodnica
8. Brzeg
9. Busko-Zdrój
10. Bydgoszcz
11. Chełm
12. Chorzów
13. Ciechanów
14. Częstochowa
15. Człuchów
16. Elbląg
17. Ełk
18. Garwolin
19. Gdańsk
20. Gdynia
21. Giżycko
22. Gliwice
23. Głogów
24. Gorzów Wielkopolski
25. Grudziądz
26. Inowrocław
27. Jarosław
28. Jasło
29. Kalisz
30. Katowice
31. Kędzierzyn-Koźle
32. Kielce
33. Kłodzko
34. Kołobrzeg
35. Konin
36. Koszalin
37. Kraków
38. Leszno
39. Lidzbark Warmiński
40. Lublin
41. Łomża
42. Łódź
43. Malbork
44. Mielec
45. Mińsk Mazowiecki
46. Nisko
47. Nowy Sącz
48. Nowy Targ
49. Nowy Tomyśl
50. Olsztyn
51. Opole
52. Ostrołęka
53. Ostróda
54. Oświęcim
55. Piła
56. Płock
57. Poznań
58. Puławy
59. Radom
60. Rybnik
61. Rzeszów
62. Sandomierz
63. Sanok
64. Siedlce
65. Sieradz
66. Skierniewice
67. Słupsk
68. Stargard
69. Suwałki
70. Szczecin
71. Szczecinek
72. Świnoujście
73. Tarnów
74. Tomaszów Mazowiecki
75. Toruń
76. Tychy
77. Warszawa Mokotów
78. Warszawa Ochota
79. Warszawa Praga
80. Warszawa Śródmieście
81. Włocławek
82. Wrocław
83. Wyszków
84. Zamość
85. Zielona Góra
86. Żagań

## Odniesienia w kulturze
- WKU wspomniana jest w utworze Konkretna piosenka zespołu Golec uOrkiestra